# نبتة سوادون
نبتة سوادون (اسم علمي:†Sawdonia) هي جنس منقرض من النباتات الوعائية المبكرة والمعروفة من العصر السيلوري المتأخر إلى عصر المسيسيبي (من قبل 430 إلى 320 مليون سنة). يتم التعرف على نبتة سوادون بشكل أفضل من خلال عدد كبير من الأشواك (نماءات خارجية) التي تغطي النبات. وهي نباتات وعائية ولكن ليس لديها أنظمة وعائية في النماءات الخارجية الخاصة بها. تم وصف النوع الأول من هذا الجنس نبتة سوادون المزينة (Sawdonia ornata) في عام 1859 من قبل ج. ويليام داوسون وكان ت تعزى أصلاً إلى جنس النبتة الجرداء إذ سماها نبتة جرداء أولية (Psilophyton princeps). ولنا في عام 1971 اقترح فرانسيس هيوبر جنسًا جديدًا لهذا النوع بسبب "صفاته الفنية المتباينة من الوصف العام للنبتة الجرداء.